# アトミラリテート・フォン・ハンブルク
アトミラリテート・フォン・ハンブルク（ドイツ語: Admiralität von Hamburg）は1690年に進水し、「護衛艦」を公称し、ハンブルクの旗下に行動したフリゲートである。同艦はハンブルク提督府と商業委員会から発注され、護送船団を海外におけるハンブルクの貿易相手国まで護衛し、私掠船の襲撃から守る任を帯びた。

## 時代背景

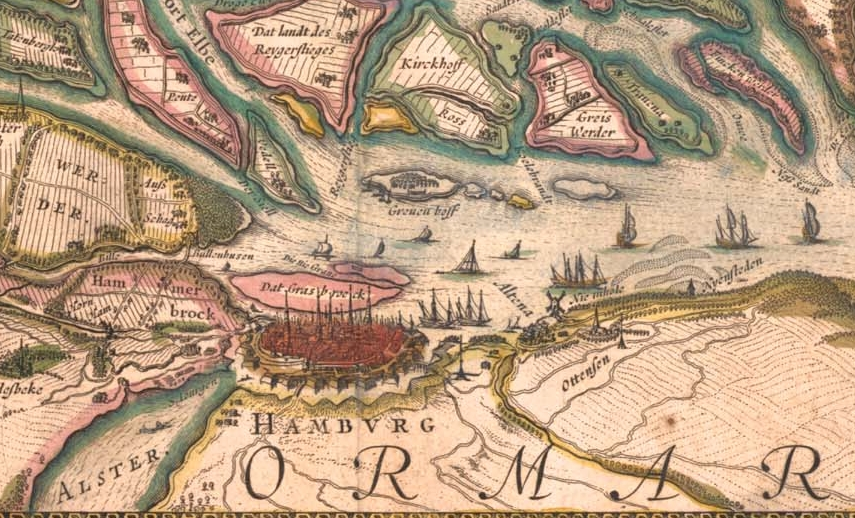
1645年頃のハンブルク。

ハンブルクは16世紀、ハンザ同盟の権威が失墜すると経済的な重要性を増していき、最も重要な交易中心都市の一つへと発展し、その交易関係はグリーンランドから地中海や白海にまで及んだ。どこよりも地中海で、商船団はイスラム教徒の私掠船の攻撃に頻繁に晒されていた。これらは船を拿捕し、積荷を強奪し、乗組員をしばしば奴隷となるか、身代金が支払われるまで最悪の環境下で拘束したのである。このことは、船員の自由を買い戻すための奴隷解放保険の創設や募金活動に繋がった。
またヨーロッパの様々な戦争は海運にも影響を与え、ハンブルクに経済上の困難をもたらした。交戦国の私掠船の脅威に、諸国はフリゲートなどの軍艦を商船の護衛に付けることで対抗し、ハンブルクもそれに倣う。1623年には特にこれらの艦艇の建造、艤装と維持に責任を負うハンブルク提督府が創設された。資金や組織上の問題が解決し、明確に「軍艦」という類別を忌避した最初の護衛艦が建造できるようになるまでには、それからおよそ40年を要している。

## ハンブルクの特殊状況と建造までの流れ

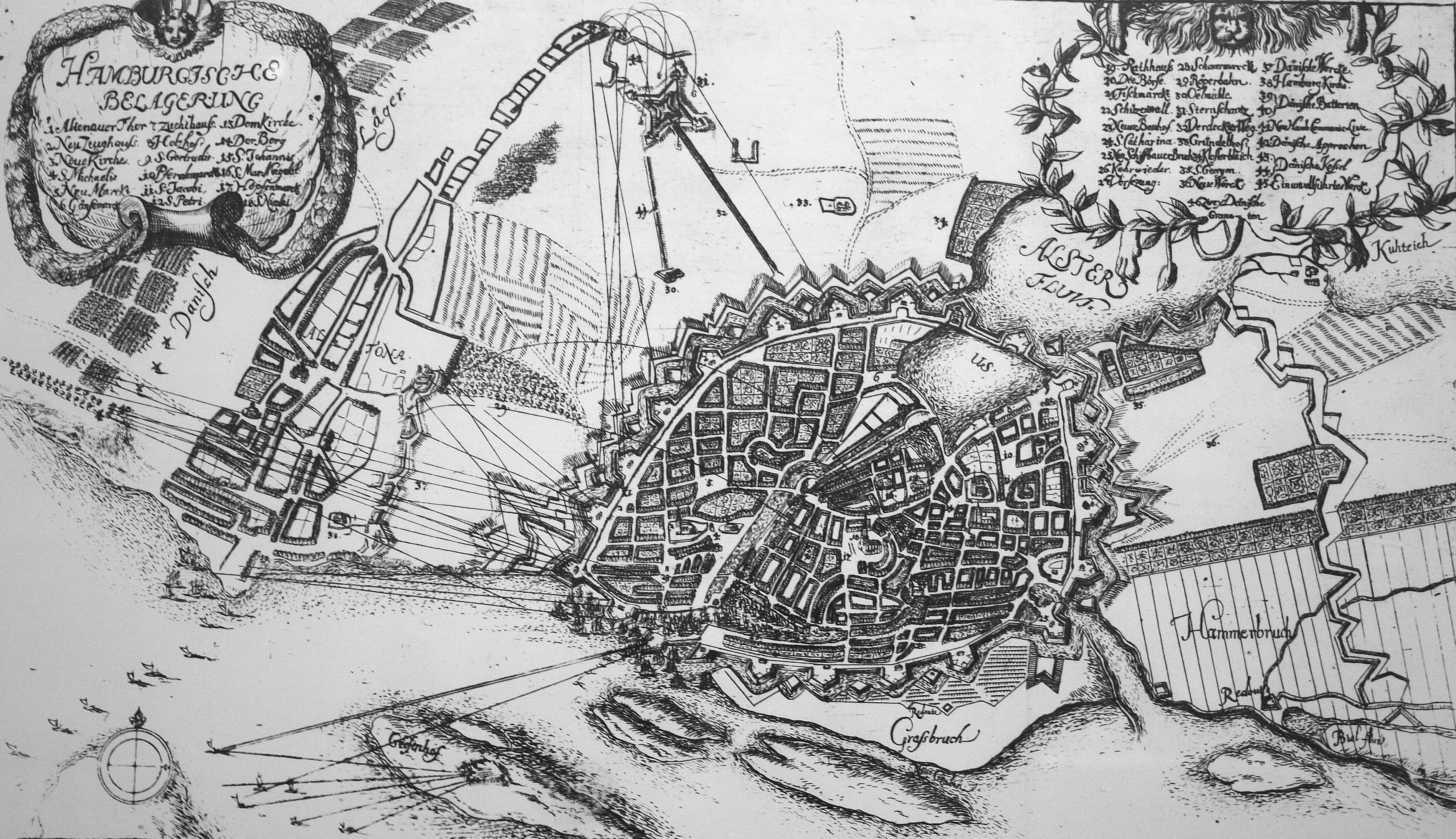
クリスチャン5世率いるデンマーク軍による1686年のハンブルク攻囲戦。17世紀の銅版画。激しい攻防が繰り広げられたのは、町の北西にあるシュテルンシャンツェであった。

1618年、帝国最高法院は神聖ローマ帝国の帝国自由都市たるハンブルクの地位を確認した。しかしデンマークはこの判定を承認せず、ハンブルクを引き続きホルシュタイン公領の一部と見なしていた。1686年、市内の騒擾に続いてリューネブルク侯領との間に大規模な紛争が発生すると、ハンブルクの暫定的な権力者たちはデンマーク国王クリスチャン5世に助力を求めた。クリスチャン5世はここに、ハンブルクをデンマークの実効的支配下に置く好機を見出し、即時の世襲的臣従、400,000ライヒスターラーの貢納並びに市門の鍵の譲渡とデンマーク軍2,000名の受け入れを要求する。それを強制するべくクリスチャン5世は1686年8月26日、16,500名の軍を率いてハンブルクの近郊に至り、同市を激戦に巻き込んだ。これにより市内の意見は一夜にしてリューネブルク＝ツェレとの同盟に傾き、そこから相応の援軍が派遣される。ハンブルクはこの援軍とともに防戦を成功させ、クリスチャン5世は和議の成立後に撤兵した。
1690年頃、ハンブルクの支配層はこの不安定な時代において、特に同市の重要な通商航海により安全を与えることを決定し、新しく追加の護衛艦を発注した。もう一つ、建造の重要な理由となったのは、比較的に一方的な交易関係をハンブルク市と構築し、非常に成功を収めていたいわゆる「イギリスの宮廷（英語: English Court）」に経済的対極を与える必要性であった。イギリス向けのハンブルクの護送船団は、護衛の欠如からほとんど成立していなかったのである。

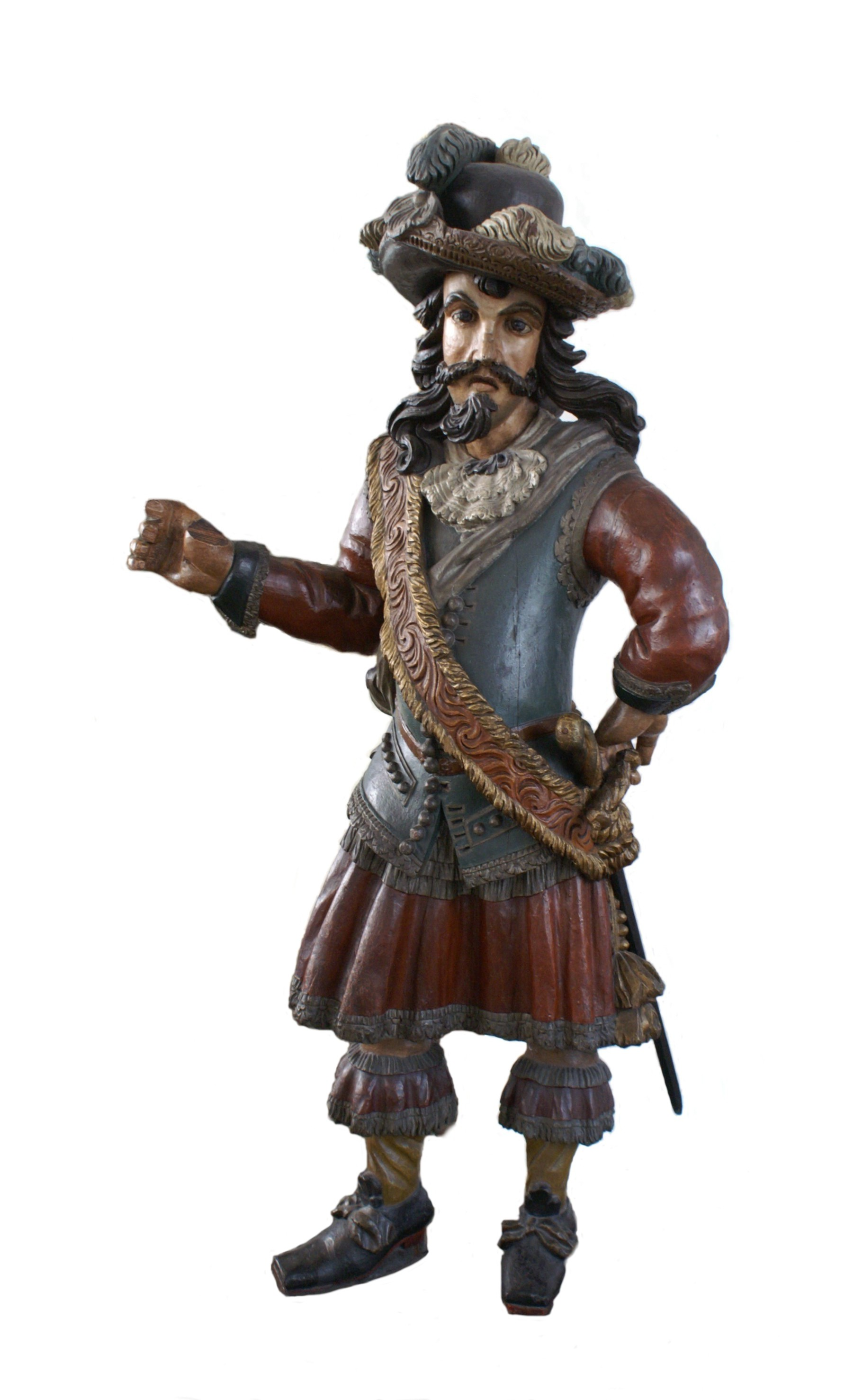
クリスティアン・プレヒトが1691年から1692年にかけて制作したと見られる、「アトミラリテート・フォン・ハンブルク」の艦尾の像。ハンブルク歴史博物館所蔵。本来、この像は望遠鏡を右手に持っており、寓意的に提督の姿を表していた。

## 構造
1690年に進水した「アトミラリテート・フォン・ハンブルク」は、その名を冠したハンブルクで唯一の護衛艦である。船匠は、かなり浅い喫水を特長とするネーデルラントの建造様式を参考にした。それまでの護衛艦と比べて初めて武装の削減が計画され、同艦は大砲44門を搭載することになった。彫刻作業は、これまでに護衛艦「ヴァーペン・フォン・ハンブルク」と「レオポルドゥス・プリムス」を装飾していたクリスティアン・プレヒトに依頼することができた。
実際、それから1690年に完成した「アトミラリテート・フォン・ハンブルク」の大砲は、計画に従って44門に削減されている。

## 乗組員の構成
| 人数  | 職務 （階級）              | 月給 / 備考                                      |
| ----- | -------------------------- | ------------------------------------------------ |
| 1     | 艦長                       | 150ターラー。                                    |
| 1     | 海尉                       | 150ターラー。                                    |
| 1     | 操舵長                     | 150ターラー。                                    |
| 1     | 航海長                     | 150ターラー。                                    |
| 1     | 海兵指揮官                 | 30ターラー。                                     |
| 60    | 海兵                       | 12ターラー。                                     |
| 約140 | 乗組員                     | 7½ターラー。                                     |
| 2     | 貨物管理官                 | 7½から24ターラー。                               |
| 1     | 司厨長                     | 7½から24ターラー。                               |
| 4     | 操舵下士官                 | 7½から24ターラー。                               |
| 2     | 製帆職人                   | 7½から24ターラー。                               |
| 1     | 下級理容師                 | 7½から24ターラー。                               |
| 1     | 甲板手                     | 7½から24ターラー。                               |
| 8     | 狙撃手（Büssenschütte(r)） | 7½から24ターラー。                               |
| 1     | 掌帆手                     | 7½から24ターラー。                               |
| 1     | 上級ラッパ手               | 正確には不明だが、安定した生活には十分な額。     |
| 4     | 下級ラッパ手               | 正確には不明だが、安定した生活には十分な額。     |
| 2     | 掌砲手                     | 正確には不明だが、安定した生活には十分な額。     |
| 1     | 火薬担当下士官             | 正確には不明だが、安定した生活には十分な額。     |
| 1     | 船匠                       | 正確には不明だが、安定した生活には十分な額。     |
| 1     | 船匠長                     | 正確には不明だが、安定した生活には十分な額。     |
| 1     | 書記                       | 正確には不明だが、安定した生活には十分な額。     |
| 1     | 掌帆長                     | 正確には不明だが、安定した生活には十分な額。     |
| 1     | 理容師                     | 正確には不明だが、安定した生活には十分な額。     |
| 1     | 司厨員                     | 正確には不明だが、安定した生活には十分な額。     |
| 1     | 甲板長                     | 正確には不明だが、安定した生活には十分な額。     |
| 1     | 操舵手                     | 正確には不明だが、安定した生活には十分な額。     |
| 1     | 仕立て職人                 | 正確には不明だが、他の乗組員に比べて非常に少額。 |
| 1     | 彫刻師                     | 正確には不明だが、他の乗組員に比べて非常に少額。 |
| 1     | ガラス職人                 | 正確には不明だが、他の乗組員に比べて非常に少額。 |
| 1     | 画家                       | 正確には不明だが、他の乗組員に比べて非常に少額。 |
| 1     | 説教師                     | 全乗組員の中で最も少額。                         |

## 就役後
1691年11月、「アトミラリテート・フォン・ハンブルク」はマーリンゼン艦長の下、初めて西方へ向けて出航した。後にゲオルク・シュレーダー、最終的にマルティン・シュレーダーが艦を指揮している。
「アトミラリテート・フォン・ハンブルク」は1691年から1728年にかけて合計32回の船団護送を実施し、「レオポルドゥス・プリムス」に次いで多くの護衛任務をこなした艦となった。最も頻繁に向かったのはイングランド（21回）、次いでイベリア半島（9回）である。
同艦は1738年に廃艦となり、1748年に売却された。

## 文献
- Kurt Grobecker: Hamburgs stolze Fregatten gegen die Korsaren – Konvoischiff(f)ahrt im 17. Jahrhundert. Medien-Verlag Schubert, Hamburg 2007, ISBN 978-3-937843-12-4
- イェルゲン・ブラッカー（ドイツ語版）: Gottes Freund – aller Welt Feind / Von Seeraub und Konvoifahrt / Störtebeker und die Folgen. Zertani Druckerei und Verlag, Bremen 2001, ISBN 3-9805772-5-2
- ゲオルク・ディートリヒ・フォン・デア・グレーベン（ドイツ語版）: Erläuterungen zum Verstande der Schif(f)fahrt und des Seekrieges nach alphabetischer Ordnung, Erscheinungsjahr 1774, Breßlau. Reprint der Originalausgabe: Neufahrn/Percha 1984, ISBN 3-88706-235-3
- Carlo M. Cipolla: Segel und Kanonen – Die europäische Expansion zur See. Verlag Klaus Wagenbach, Berlin 1999, ISBN 3-8031-3602-4.
- W.zu Mondfeld, A. Bayerlein, M. Klingenbrunn: Schiffsgeschütze 1350-1870, Band 1. Herford 1988.
- Herman Langenbeck: Anmerckungen über das Hamburgische Schiff- und See-Recht. Hamburg 1727.
- Klaus Weber: Deutsche Kaufleute im Atlantikhandel, 1680-1830, Unternehmen und Familien in Hamburg, Cádiz und Bordeaux. Verlag C.H. Beck, München 2004, ISBN 3-406-51860-5
- Carl W. Reinhold, Georg Nikolaus Bärmann: Hamburgische Chronik von Entstehung der Stadt bis auf unsere Tage. Hamburg 1820
- Peter Hessel: Hertzfliessende Betrachtungen/ Von dem Elbe-Strom. Altona 1675.